# Dwór obronny w Jastrzębiu-Zdroju
Dwór obronny w Jastrzębiu-Zdroju – XVII-wieczny renesansowy dwór obronny wraz z otaczającym go parkiem krajobrazowym, położone w jastrzębskim sołectwie Bzie.

## Historia

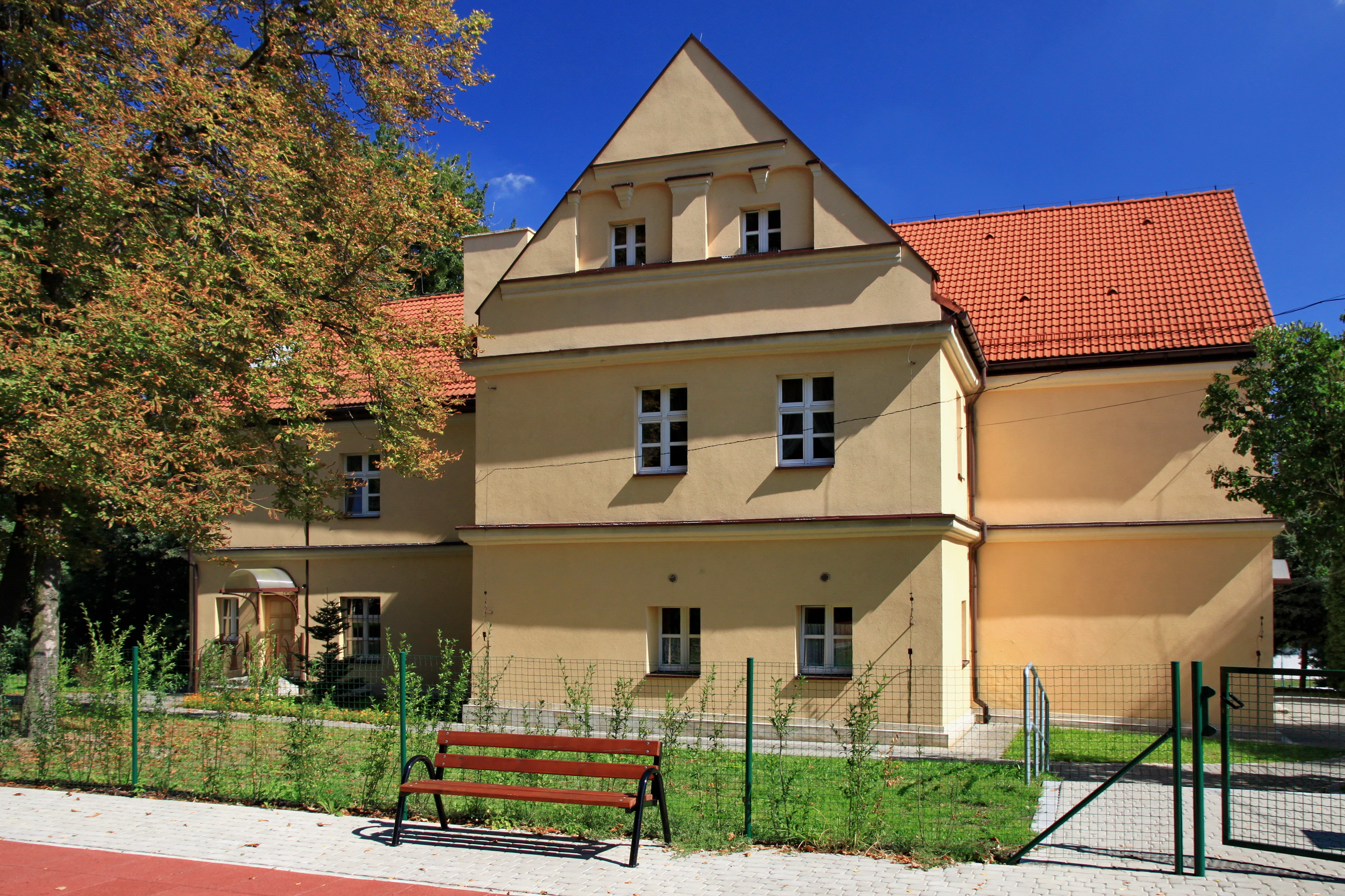
Elewacja zachodnia

Dwór został zbudowany w okolicach roku 1605 w stylu późnorenesansowym.
W czasie działań wojennych w marcu 1945 zniszczeniu uległa północna część zamku. W 1958 pod nadzorem wojewódzkiego konserwatora zabytków rozpoczęto odbudowę zamku. W 2009 roku obiekt został gruntownie zmodernizowany i obecnie mieszczą się w nim przedszkole i ośrodek zdrowia.
W parku rośnie 300-letni dąb szypułkowy o obwodzie 470 cm.

## Właściciele
Dwór miał następujących właścicieli:
- do 1714 – rodzina Rostków
- 1714–1891 – rodzina Skrebeńskich
- 1891–1892 – Teodor Hoffman
- 1892–1945 – Wilhelm, a następnie Fryderyk Thau
- 1945–1967 – własność państwa polskiego
- od 1967 – własność ośrodka zdrowia